# Персидский, Игорь Константинович
Игорь Константинович Персидский (25 июля 1932, Порецкое, Чувашская АССР — 17 июня 2022, Екатеринбург) — советский и российский кинорежиссёр, сценарист и оператор. Заслуженный деятель искусств РСФСР (1982).

## Биография
Окончил кинооператорский факультет Всесоюзный государственный институт кинематографии (1958), затем начал работать на Свердловской киностудии. Он объездил половину земного шара, пережил множество опасных и удивительных приключений, во время поездки на Кубу лично познакомился с Че Геварой и Фиделем Кастро.
«Фильмы Игоря Персидского — это не фестивальный мейнстрим. Это очень сложные, проблемные и аналитические картины, которые иногда затрагивают самые противоречивые моменты нашей жизни и истории. Одна из таких — дебютный фильм Персидского „Суровая память“ (Свердловская киностудия, 1963). Фильм посвящён военнопленным немецких концлагерей. Эта картина, получившая награды на многих фестивалях, в том числе и Гран-при Международного кинофестиваля в Лейпциге».
Состоит в Свердловской областной организации Союза кинематографистов России.
Проживал в г. Екатеринбурге.
Скончался 17 июня 2022 года. Похоронен на Широкореченском кладбище Екатеринбурга.

## Фильмография
- 1963 — Суровая память (Свердловская киностудия)
- 1966 — Венсеремос! Мы победим! (Свердловская киностудия)
- 1966 — Тюменский меридиан (Свердловская киностудия)
- 1968 — Республика Чад (Свердловская киностудия)
- 1969 — На земле Тюменской (Свердловская киностудия)
- 1969 — Караван (Иркутская киностудия)
- 1969 — Африканский репортаж (Свердловская киностудия)
- 1970 — Рыцари пятого океана (Свердловская киностудия)
- 1972 — Под голубым куполом неба (Свердловская киностудия)
- 1973 — Свердловску — 250 лет (Свердловская киностудия)
- 1973 — Старты в бессмертие (Свердловская киностудия)
- 1973 — Это — вертолеты (Свердловская киностудия)
- 1973 — Город нашей судьбы (Свердловская киностудия)
- 1974 — Свинарка, пастух и комплекс
- 1975 — Рожденные летать (Свердловская киностудия)
- 1976 — Вьетнамские встречи (Свердловская киностудия)
- 1978 — Курс на Ямал (Свердловская киностудия)
- 1979 — Небом единым
- 1979 — Будущее атомной энергетики (Свердловская киностудия)
- 1980 — Мы — побратимы (Свердловская киностудия)
- 1981 — Республика Сейшельские острова (Свердловская киностудия)
- 1982 — Молочные реки (Свердловская киностудия)
- 1983 — Уральская эскадра
- 1983 — Покорители пятого океана
- 1984 — И мы вместе будем бороться
- 1985 — Побратимы
- 1985 — Сколько верст до рейхстага?
- 1986 — Цена воды
- 1986 — Породненные дружбой
- 1988 — Кто развеет тучи
- 1989 — Единение
- 1991 — Город открытых дверей
- 1992 — Души прекрасные порывы
- 1995 — Помяни их, Россия
- 1995 — Рейс на огненную землю
- 1996 — Племя отважных
- 1999 — Блажен, кто верует
- 2001 — Российская глубина (серия из трех документальных фильмов, объединение ЗОВ)
- 2004 — Душа моя наполнена любовью
- 2005 — Дань памяти
- 2007 — Смотрю я памяти в глаза
- 2008 — На южных рубежах

## Награды
- Диплом Всесоюзного кинофестиваля в Ленинграде
- Гран-при Международного фестиваля документального и анимационного кино в Лейпциге
- Приз Международного кинофестиваля в Кракове
- Диплом Международного кинофестиваля в Румынии
- Медаль «Братство по оружию» Польской Народной Республики
- Заслуженный деятель искусств РСФСР (1982)
- Юбилейная медаль «К 40-летию освобождения Чехословакии Советской Армией» (1985)
- Знак «50 лет советского кино»
- Знак «Отличник кинематографии СССР»
- Знак «Почетный кинематографист России»